# Le cimetière des arlequins
Le cimetière des arlequins (De begraafplaats van de harlekijnen) is het tweede studioalbum van Ange. Het album werd opgenomen toen Ange net terug was van een tournee door het Verenigd Koninkrijk. De opnamen vonden grotendeels plaats in de Studio des Dames in Parijs. La route aux cyprès is opgenomen in Château d’Herouville. 
Het album staat er in Frankrijk om bekend, dat het een gedeeltelijke cover van Ces gens-là van Jaques Brel. Ange dorst het niet aan het couplet over Frida over te nemen. Ange speelde het nummer diverse keren en het is dan ook terug te vinden op het eerste livealbum Tome VI: Live 1977. Na het verschijnen van het album mocht Ange optreden op het befaamde popfestival in Reading, alwaar dat jaar ook Genesis optrad. De muziek van Ange werd nogal eens met de muziek van die band vergeleken (in die jaren). In de eerste drie jaar na verschijnen gingen er in Frankrijk meer dan 100.000 exemplaren de toonbank over (goud).
Het ontwerp van de hoes was afkomstig van Jacques Wyrs (1938-1988), die omschreven werd als surrealistisch sciencefictiontekenaar. Ces gens-là werd ook als single uitgegeven.

## Musici
- Christian Décamps – zang, toetsinstrumenten
- Jean Michel Brézovar – gitaar, dwarsfluit, achtergrondzang
- Daniel Haas – basgitaar, akoestische gitaar
- Francis Décamps – toetsinstrumenten waaronder mellotron, achtergrondzang
- Gérard Jelsch – slagwerk, percussie

## Muziek
| Nr. | Titel                                                                  | Duur |
| --- | ---------------------------------------------------------------------- | ---- |
| 1.  | Ces gens-là (Jacques Brel)                                             | 4:47 |
| 2.  | Aujourd’hui c’est la fête de l’apprenti sorcier (Brézovar, C. Décamps) | 3:25 |
| 3.  | Bivouac 1ère partie (gebr Décamps)                                     | 5:32 |
| 4.  | L’espionne lesbienne (C. Décamps, Haas)                                | 2:52 |
| 5.  | Bivouac final (gebr Décamps)                                           | 3:02 |
| 6.  | De temps en temps (gebr Décamps)                                       | 4:08 |
| 7.  | La route aux cyprès (C. Décamps, Haas)                                 | 3:18 |
| 8.  | Le cimetière des arlequins (C. Décamps, Jelsch)                        | 8:46 |